# Château de Lanhoso
 (janvier 2022).
Si vous disposez d'ouvrages ou d'articles de référence ou si vous connaissez des sites web de qualité traitant du thème abordé ici, merci de compléter l'article en donnant les références utiles à sa vérifiabilité et en les liant à la section « Notes et références ».
 (janvier 2022).
Le château de Póvoa de Lanhoso, également appelé château de Lanhoso, est situé dans la ville de Póvoa de Lanhoso, appartenant au district de Braga, au Portugal.
Bien que tout à fait inhabituel, c'est l'un des châteaux portugais les plus anciens et imposants, avec un nombre de visiteurs qui augmente tous les ans, un point important dans le circuit touristique régional.
Construit au sommet du Monte do Pilar - le plus grand monolithe de granit du pays -, isolé au bord des vallées des rivières Ave et Cávado, un sanctuaire du xviie siècle a été construit dans ses murs, en utilisant la pierre même des anciens murs. À mi-pente, sur son accès, on peut encore voir les vestiges d'un ancien fort romanisé.
L'histoire du château est également marquée par la présence de la comtesse Thérèse de León (1112-1185), mère du premier roi de Portugal, Alphonse Ier, qui s'est réfugiée dans le château à la suite des relations entretenues avec les membres de la couronne espagnole.

## Histoire

### Contexte
L'occupation humaine primitive du pied de la colline où se dresse le château remonte à la préhistoire, à l'époque chalcolithique, comme l'attestent les recherches archéologiques récentes.
Après l'invasion romaine de la péninsule Ibérique, passant par la route qui reliait Bracara Augusta (aujourd'hui Braga), Aquae Flaviae (aujourd'hui Chaves) et Astorga le long du sud de la rivière Cávado, une tour militaire a été érigée ici pour la protection de la ville.

### Un château médiéval
Entre le xe et le xie siècle, l'ancienne fortification romaine est réduite à ses fondations.
L'archevêque Pedro de Braga (pt) (1071-1091), visant à la défense avancée du siège épiscopal de Braga, a déterminé la construction du château, comme plaque épigraphique en pierre de taille, accompagnant les fondations et le périmètre de la fortification primitive.
Thérèse de León, veuve du comte Henri de Bourgogne (1093-1112) et mère du roi Alphonse Ier, se réfugia dans cette défense, lorsqu'elle fut attaquée par les forces de sa demi-sœur, Urraque, reine de León. Entourée par les troupes d'Urraque (1121), Thérèse réussit à négocier un accord (traité de Lanhoso (pt)), grâce auquel elle sauva le chef de son comté.
Plus tard, Thérèse revint à Lanhoso, selon l'histoire, détenue par son propre fils après la bataille de São Mamede (1128), ce qui est contesté par l'historiographie moderne, qui rappelle que cette dame est véritablement décédée en Galice (1130).
En tout cas, il datera de la fin du xiie siècle et du début du xiiie siècle la réforme du château, avec la construction du donjon. Le château était alors ce qu'on appelait cabeça de terra (littéralement, chef de terre), ce qui témoigne de son importance régionale.
Dans ce contexte, au xiiie siècle, le château fut le scénario d'un terrible crime passionnel : son maire, Rui Gonçalves Pereira (pt), arrière-grand-père du connétable Nuno Álvares Pereira, qui se trouvait à l'extérieur du château, quand il apprit l'infidélité conjugale de sa femme, Inês Sanches, qui était amoureuse d'un frère du monastère de Bouro, revint et, fermant les portes, ordonna de mettre le feu à la citadelle, causant la mort de l'infidèle et de son amant, ainsi que des domestiques, considérées comme complices pour ne pas avoir dénoncé le fait. Les anciens rapports affirment que personne ne s'est échappé vivant de l'incendie, pas même les animaux domestiques.
Plus tard, en 1264, le maire D. Godinho Fafez, arrière-petit-fils de Fafez Luz, seigneur des domaines de Lanhoso à l'époque d'Alphonse Ier, nomma Mem Curvo (pt) comme son successeur. À la fin du siècle, déjà sous le règne du roi Denis Ier (1279-1325), ce souverain accorda une charte à la ville de Póvoa de Lanhoso (25 septembre 1292), rénovée sous le règne du roi Manuel Ier (1495- 1521) (Foral Novo, 4 janvier 1514).

### Le sanctuaire de Notre-Dame du Pilar
Avec le début de l'époque moderne, les frontières du royaume sont consolidées et le château perdit progressivement son importance stratégique, venant à connaître l'abandon et la ruine.
Ce processus s'accentuera à partir de la fin du xviie siècle, lorsqu'André da Silva Machado, un riche marchand de Porto, décide de construire une réplique du sanctuaire du bon Jésus de Braga. À cet effet, il obtient l'autorisation de démolir l'ancien château et de réutiliser la pierre pour édifier un sanctuaire sous l'invocation de Nossa Senhora do Pilar (1680). Ainsi commença le démantèlement d'une partie de la barbacane et des murs, construisant une église, l'escalier et les chapelles de pèlerinage à l'intérieur de l'enceinte : le sanctuaire de Nossa Senhora do Pilar (pt).
Les travaux sur le sanctuaire se sont poursuivis en 1724, tandis que Pedro Craesbeeck (Souvenirs ressuscités de la province d'Entre Douro e Minho en l'an 1726) décrit l'état de ruine du château, une vue corroborée par le recteur Paulo Antunes Alonso (Memórias Paroquiais de 1758 (pt)), qui mentionne que seul le donjon, dont l'angle sud-ouest a été endommagé par un coup de foudre, subsistait.

### Duxxesiècleà nos jours
Le château a été classé Monument national par arrêté du 16 juin 1910, publié au DG n°136 du 23 juin 1910.
L'intervention des pouvoirs publics débute en 1938, lorsque la Direction générale des bâtiments et monuments nationaux (pt) (DGEMN) entame les travaux de consolidation et de restauration, notamment des travaux de prospection archéologique, de nettoyage, et de reconstitution des deux tours flanquant le portail d'entrée, l'arc de cette porte, le donjon, des pans de murailles, ainsi qu'une voie d'accès au château et divers aménagements du sanctuaire de Nossa Senhora do Pilar. Nouvelles campagnes suivies, par le même organe, en 1958-1959, en 1973 et en 1975-1976. Plus récemment, le Conseil municipal, avec le soutien de l'association Adere-Lanhoso, a réalisé des travaux de nettoyage et de consolidation des structures, ainsi que le remodelage des étages intérieurs de la tour, lors de la réouverture du château au public (1996).
Actuellement, en plus du château médiéval, qui propose une petite exposition avec des témoignages du fort voisin, les visiteurs peuvent également visiter le sanctuaire de Nossa Senhora do Pilar et le Castro de Lanhoso.

### Caractéristiques
À une altitude maximale de 385 mètres d'altitude, le château présente un plan hexagonal irrégulier, de style roman et gothique, déchirant ses murs au sud, à côté du donjon, le portail d'entrée, en arc brisé, flanqué par deux créneaux de tourelles à plan quadrangulaire.
Le mur est couvert par un chemin de ronde protégé par un parapet surmonté de niches pyramidales, dont certaines sont percées de meurtrières.
Au plus haut niveau du terrain, à l'Est, le Donjon, de plan carré, se détache des fondations romaines primitives (trois tourelles équidistantes). Ses murs, qui s'élèvent à une dizaine de mètres de hauteur, dépassent un mètre d'épaisseur. Un escalier en pierre assure la communication entre la porte de la tour en arc brisé, arrachée à trois mètres du sol, et le terrain de parade, d'une superficie d'environ 500 mètres carrés, où ont été construits la maison du maire et d'autres pièces, dont la citerne.
Extérieurement, l'ensemble est défendu par une barbacane de plan approximativement elliptique, dans laquelle, au nord, s'ouvre le portail d'entrée, auquel on accède par un escalier taillé dans la roche et flanqué d'une tourelle crénelée. Une seconde tourelle s'élève à l'est.

### Les gouverneurs de Lanhoso
- Rui Gonçalves Pereira (pt)
- Martim Pires Machado (pt)
- Fafes Sarrazins de Lanhoso (pt)
- Álvaro Pires Machado l'Ancien, maire de Lanhoso
- Francisco Anoio, maire de Lanhoso
- Gonçalo Machado, maire d'Ervedo e Lanhoso
- Gonçalo Rodrigues de Sousa, maire de Lanhoso
- Pedro Álvares Machado, maire de Lanhoso